# NGC 4650
NGC 4650 este o galaxie lenticulară situată în constelația Centaurul. A fost descoperită în 26 iunie 1834 de către John Herschel. Se află la o distanță de 61,22 de megaparseci de Pământ.